# Стефан Топалджиков
Стефан Николов Топалджиков е български сценарист и режисьор.

## Биография
Роден е в град Истанбул на 26 март 1909 г. Умира в София на 21 април 1994 г. Следва право в Софийският университет.

## Филмография
Като режисьор
- Растения в опасност (1985)
- Лебедово езеро (1965)
- Тримата юнаци (1964)
- Черноглавко (1962)
- Туристи (1961)
- Щастливият човек (1961)
- Вълшебната мотика (1960)
- Шапки долу (1960)
- Кибритената кутийка (1959)
- Случка с Тотко (1959)
- Невидимият Мирко (1958)
- Пат и Патаран (1958)
- Случка в детската градина (1955)
- Малкият художник (1954)
- По заповед на щуката (1953)

Като сценарист
- Невидимият Мирко (1958)
- Отново в живота (1947)
- Ще дойдат нови дни (1945)